# جيم أنطوان
جيم أنطوان هو سياسي كندي، ولد في 1949 في Fort Simpson ‏ في كندا. انتخب Premier of the Northwest Territories ‏.